# 萨让乡
萨让乡，是中华人民共和国西藏自治区阿里地区札达县下辖的一个乡镇级行政单位。

## 行政区划
萨让乡下辖以下地区：
萨让村和日巴村。